# Ternana Calcio 2007-2008
Questa pagina raccoglie le informazioni riguardanti la Ternana Calcio nelle competizioni ufficiali della stagione 2007-2008.

## Stagione
Nella stagione 2007-2008 la Ternana ha disputato il girone A del campionato di Serie C1, che dalla prossima stagione si chiamerà Prima Divisione, ottiene 41 punti con il tredicesimo posto. La Ternana allenata da Francesco Giorgini parte molto male, per tutto il girone di andata resta sul fondo della classifica, chiudendo il girone con 12 punti all'ultimo posto solitario. Nel girone di ritorno però riesce nell'impresa di fare meglio di tutti con 29 punti raccolti. Il tredicesimo posto finale, lontano tre punti dai Play-out, è figlio della brutta prima parte di campionato. Migliori marcatori della stagione rossoverde sono stati Marco Rigoni e Romano Tozzi Borsoi, autori di 9 reti ciascuno. Nella Coppa Italia di Serie C la Ternana ha disputato il girone O di qualificazione, vinto dal Foligno, proprio davanti alle Fere.

## Rosa
| N. |                   | Ruolo | Calciatore          |
| -- | ----------------- | ----- | ------------------- |
|    | Italia (bandiera) | D     | Tonino Bizzarri     |
|    | Italia (bandiera) | A     | Mario Bonfiglio     |
|    | Italia (bandiera) | C     | Andrea Bussi        |
|    | Italia (bandiera) | C     | Antonio Cardona     |
|    | Italia (bandiera) | D     | Alessandro Cibocchi |
|    | Italia (bandiera) | A     | Sasha Cori          |
|    | Italia (bandiera) | P     | Pasquale Cunzi      |
|    | Italia (bandiera) | D     | Angelo Danotti      |
|    | Italia (bandiera) | C     | Ciro Danucci        |
|    | Italia (bandiera) | C     | Adriano D'Astolfo   |
|    | Italia (bandiera) | D     | Federico Del Grosso |
|    | Italia (bandiera) | C     | Giorgio Di Vicino   |
|    | Italia (bandiera) | D     | Filippo Fedeli      |
|    | Italia (bandiera) | A     | Enrico Gherardi     |
|    | Italia (bandiera) | C     | Andrea Giacomini    |
|    | Italia (bandiera) | P     | Paolo Ginestra      |
|    | Italia (bandiera) | D     | Marco Grassi        |

| N. |                    | Ruolo | Calciatore          |
| -- | ------------------ | ----- | ------------------- |
|    | Francia (bandiera) | A     | Samir Amar Lacheheb |
|    | Iran (bandiera)    | D     | Lolli Alì           |
|    | Italia (bandiera)  | D     | Fabio Lucioni       |
|    | Italia (bandiera)  | A     | Antonio Morello     |
|    | Italia (bandiera)  | C     | Romeo Papini        |
|    | Italia (bandiera)  | D     | Marco Pedotti       |
|    | Francia (bandiera) | D     | Julien Perney       |
|    | Italia (bandiera)  | D     | Salvatore Ricca     |
|    | Italia (bandiera)  | C     | Marco Rigoni        |
|    | Italia (bandiera)  | D     | Luigi Sartor        |
|    | Italia (bandiera)  | A     | Gabriele Scandurra  |
|    | Italia (bandiera)  | A     | Stefano Scappini    |
|    | Italia (bandiera)  | P     | Claudio Scarzanella |
|    | Italia (bandiera)  | A     | Romano Tozzi Borsoi |
|    | Italia (bandiera)  | D     | Stefano Trinchera   |
|    | Italia (bandiera)  | C     | Gennaro Troianiello |

## Risultati

### Campionato

#### Girone di andata
| Arbitro: | Peruzzo (Schio) |

|             |           |  |
| Pedotti 84’ | Marcatori |  |

| Arbitro: | D'Alesio (Forlì) |

|                                            |           |  |
| Romeo 35’ (rig.) Kamata 58’ G. Goretti 70’ | Marcatori |  |

| Terni 9 settembre 2007 3ª giornata | Ternana        | 0 – 0 | Monza | Stadio Libero Liberati\| Arbitro: \| Gambini (Roma) \| |
| Arbitro:                           | Gambini (Roma) |       |       |                                                        |

| Arbitro: | Tasso (La Spezia) |

|                             |           |  |
| Chiappara 20’ M. Brizzi 75’ | Marcatori |  |

| Arbitro: | Zonno (Bari) |

|              |           |                           |
| Scappini 79’ | Marcatori | 42’ Graziani 57’ Chomakov |

| Arbitro: | Spadaccini (Vasto) |

|                       |           |                  |
| Selva 10’, 56’ (rig.) | Marcatori | 61’ Tozzi Borsoi |

| Arbitro: | Vuoto (Livorno) |

|              |           |  |
| M. Rigoni 5’ | Marcatori |  |

| Arbitro: | Giancola (Vasto) |

|            |           |  |
| Vriz 90+3’ | Marcatori |  |

| Terni 21 ottobre 2007 9ª giornata | Ternana              | 0 – 0 | Padova | Stadio Libero Liberati\| Arbitro: \| Palazzino (Ciampino) \| |
| Arbitro:                          | Palazzino (Ciampino) |       |        |                                                              |

| Arbitro: | Marrocco (Pisa) |

|                |           |  |
| D. Girardi 16’ | Marcatori |  |

| Arbitro: | Andolfatto (Bassano del Grappa) |

|                       |           |                    |
| Bussi 49’ Lolli 90+1’ | Marcatori | 28’ (rig.) Savoldi |

| Pagani 5 novembre 2007 12ª giornata | Paganese          | 0 – 0 | Ternana | Stadio Marcello Torre\| Arbitro: \| Stallone (Foggia) \| |
| Arbitro:                            | Stallone (Foggia) |       |         |                                                          |

| Arbitro: | Taverna (Taurianova) |

|                     |           |             |
| Ercolano 83’, 90+3’ | Marcatori | 62’ Pedotti |

| Arbitro: | Zanichelli (Genova) |

|              |           |                              |
| M. Rigoni 9’ | Marcatori | 26’ Meggiorini 90+1’ Coralli |

| Arbitro: | Tagarelli (Termoli) |

|                                 |           |  |
| Collauto 7’ (rig.) Veronese 26’ | Marcatori |  |

| Arbitro: | La Rocca (Ercolano) |

|                  |           |                            |
| Tozzi Borsoi 25’ | Marcatori | 30’ D. Rosso 88’ Ardemagni |

| Arbitro: | Pizzi (Saronno) |

|                           |           |  |
| Biancone 34’ Del Core 80’ | Marcatori |  |

#### Girone di ritorno
| Arbitro: | Manera (Castelfranco Veneto) |

|  |           |                                           |
|  | Marcatori | 23’ Scappini 36’ Cardona 55’ Tozzi Borsoi |

| Arbitro: | Tidona (Torino) |

|                    |           |  |
| Tozzi Borsoi 45+2’ | Marcatori |  |

| Arbitro: | Stallone (Foggia) |

|                                              |           |                              |
| Bettega 3’, 44’ Iacopino 54’ Arcidiacono 63’ | Marcatori | 82’, 88’ (rig.) Tozzi Borsoi |

| Arbitro: | Barratta (Salerno) |

|                                    |           |  |
| M. Rigoni 5’, 59’ Tozzi Borsoi 16’ | Marcatori |  |

| Arbitro: | Merchiori (Ferrara) |

|           |           |  |
| Viali 65’ | Marcatori |  |

| Arbitro: | Massa (Imperia) |

|                  |           |                                 |
| Tozzi Borsoi 19’ | Marcatori | 25’, 68’ Masucci 55’ Pensalfini |

| Arbitro: | Ferraioli (Nocera Inferiore) |

|                        |           |               |
| Musetti 11’ Mendil 47’ | Marcatori | 61’ Scandurra |

| Arbitro: | Ruini (Reggio Emilia) |

|                         |           |  |
| Scandurra 28’ Bussi 76’ | Marcatori |  |

| Arbitro: | Paparazzo (Catanzaro) |

|               |           |                    |
| Varricchio 7’ | Marcatori | 90+2’ Tozzi Borsoi |

| Arbitro: | Candussio (Cervignano del Friuli) |

|                          |           |                   |
| M. Rigoni 3’ Morello 22’ | Marcatori | 52’ (rig.) Coresi |

| Arbitro: | Palazzino (Ciampino) |

|              |           |               |
| M. Vieri 13’ | Marcatori | 10’ Scandurra |

| Arbitro: | Liotta (Caltanissetta) |

|                         |           |                 |
| Cibocchi 45’ Papini 48’ | Marcatori | 86’ P. D'Andria |

| Arbitro: | Viti (Campobasso) |

|                  |           |  |
| Tozzi Borsoi 42’ | Marcatori |  |

| Arbitro: | Baratta (Salerno) |

|                  |           |                      |
| Meggiorini 90+3’ | Marcatori | 23’ (rig.) M. Rigoni |

| Arbitro: | Guida (Torre Annunziata) |

|                                     |           |                                     |
| Tozzi Borsoi 15’, 30’ Scandurra 57’ | Marcatori | 82’ Veronese 84’ (aut.) P. Ginestra |

| Arbitro: | Tozzi (Lido di Ostia) |

|                  |           |               |
| Gasparello 90+4’ | Marcatori | 50’ M. Rigoni |

| Terni 4 maggio 2008 34ª giornata | Ternana         | 0 – 0 | Foggia | Stadio Libero Liberati\| Arbitro: \| Manna (Isernia) \| |
| Arbitro:                         | Manna (Isernia) |       |        |                                                         |

### Coppa Italia di Serie C

#### Girone O
| Arbitro: | Branciforte (Nuoro) |

|  |           |              |
|  | Marcatori | 28’ Scappini |

| Arbitro: | Ballo (Trapani) |

|          |           |               |
| Cori 47’ | Marcatori | 61’ Langiotti |

| 29 agosto 2007 3ª giornata |  | – Turno di riposo Ternana |  |  |

| Arbitro: | Spadaccini (Vasto) |

|  |           |             |
|  | Marcatori | 62’ Lucioni |

| Arbitro: | Tozzi (Lido di Ostia) |

|              |           |                    |
| Lacheheb 75’ | Marcatori | 54’, 89’ Petterini |